# هاماراشتراند
هاماراشتراند (به سوئدی: Hammarstrand) یک منطقهٔ مسکونی در سوئد است که در بخش راگوندا واقع شده‌است. هاماراشتراند ۲٫۲۲ کیلومتر مربع مساحت و ۱٬۰۵۲ نفر جمعیت دارد.

## نگارخانه

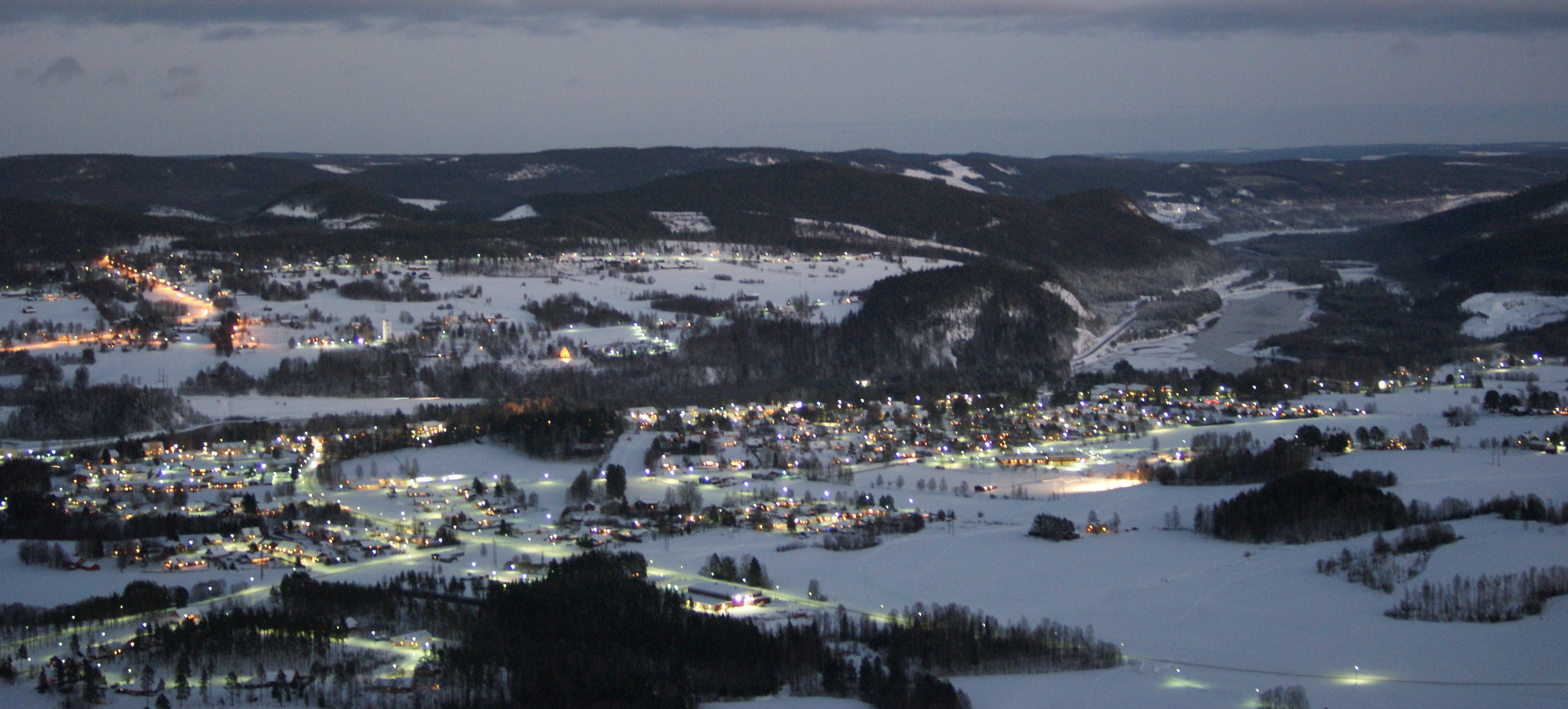
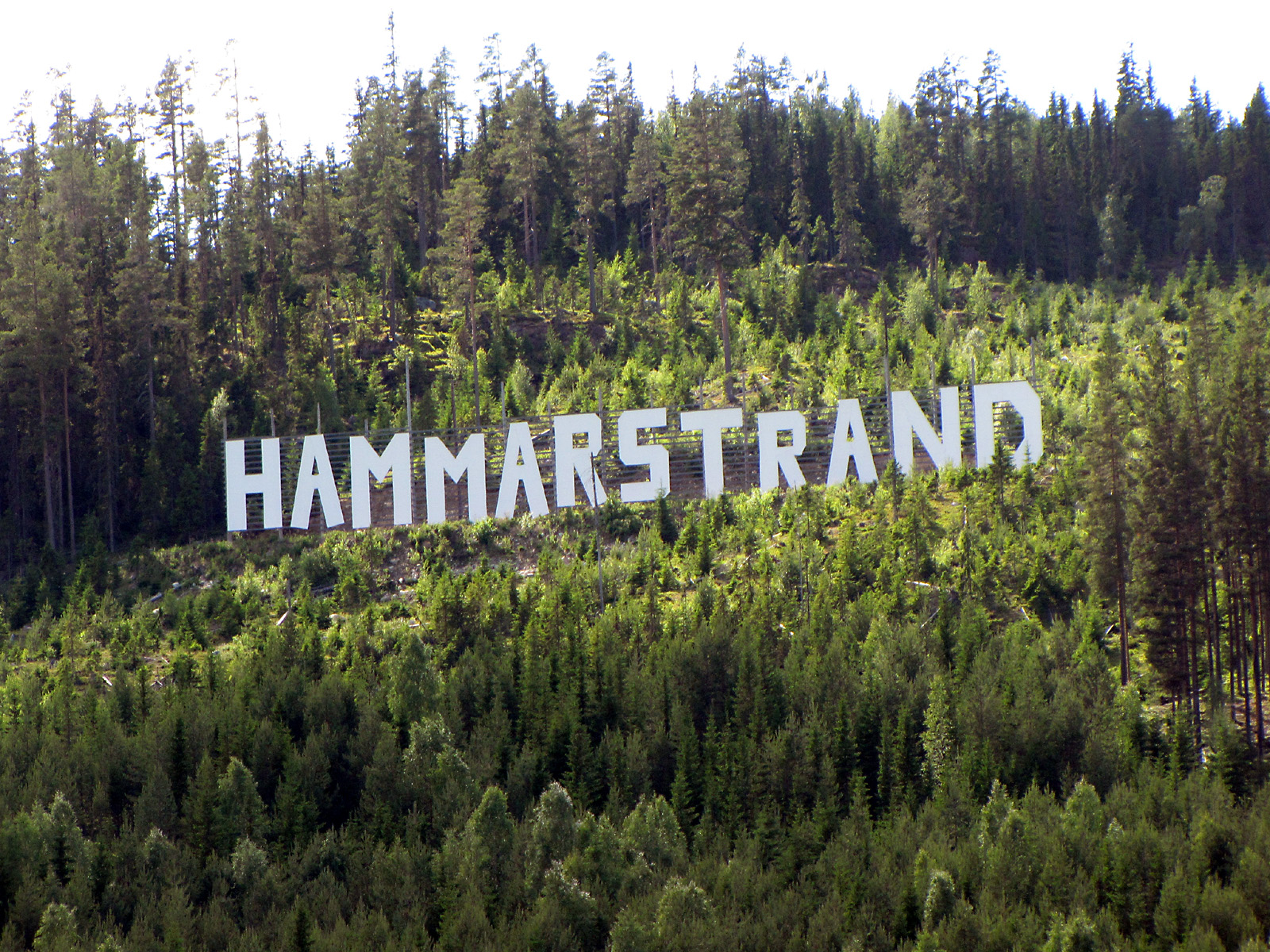